# The Greatest Live Show on Earth
The Greatest Live Show on Earth je naziv albuma američkog rock glazbenika Jerryja Lee Lewisa, objavljen 1964. godine. Materijal na albumu snimljen je uživo u Star-Clubu u Hamburgu, i bio je namijenjen samo njemačkom tržištu. Na omotu albuma je skladba A5 pogrešno navedena kao "I Got A Woman" Raya Charlesa: skladba na tom mjestu je "Mean Woman Blues" Claudea DeMetriusa.

## Popis pjesama

### A strana
A1 "Jenny Jenny" (3:02)
- Napisali - E. Johnson, R. Penniman

A2 "Who Will The Next Fool Be" (4:02)
- Napisao - Charlie Rich

A3 "Memphis" (3:20)
- Napisao - Chuck Berry

A4 "Hound Dog" (1:53)
- Napisao - Leiber - Stoller

A5 "Mean Woman Blues" (2:58)
- Napisao - Claude DeMetrius

### B strana
B1 "High Heel Sneakers" (3:34)
- Napisao - Robert Higginbatham

B2 "No Particular Place To Go" (3:07)
- Napisao - Chuck Berry

B3 "Together Again" (3:30)
- Napisao - Buck Owens

B4 "Long Tall Sally" (2:16)
- Napisali - E. Johnson, R. Penniman

B5 "Whole Lotta Shakin' Goin' On" (5:01)
- Napisao - Curlie Williams, S. David

## Vanjske poveznice
- allmusic.com - Jerry Lee Lewis - The Greatest Live Show On Earth
- discogs.com - Jerry Lee Lewis - The Greatest Live Show On Earth